# 陳廷傑

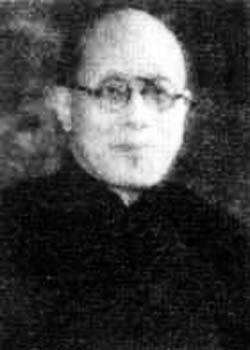

陳廷傑（1875年—1955年）字幼孳，四川巴县人，中华民国大陆时期政治人物。

## 生平
光緒二十八年壬寅科中式四川鄉試第34名舉人。毕业于两广法政学堂。历任两广总督署文案、广西巡抚署文案、广东将弁学堂提调、两广陆军速成学堂提调、直隶州知州，四川省宁远府知府。
1913年2月任四川省川西观察使。同年9月任四川民政长，1914年5月，民政长改称巡按使，他继续任四川巡按使。1915年5月被调到北京，不久遭到弹劾，随即被逮捕，后获释。1920年9月，任蒙藏院副总裁。
后来，他曾任国民革命军第二十一军刘湘部顾问，四川通志馆馆长。中华人民共和国成立后，历任川西行署参事，成都市、川西区各界人士代表大会代表。1952年，任四川省人民政府参事室副主任。
1955年，陳廷傑逝世。